# Municipio de Carlos
El municipio de Carlos (en inglés: Carlos Township) es un municipio ubicado en el condado de Douglas en el estado estadounidense de Minnesota. En el año 2010 tenía una población de 2048 habitantes y una densidad poblacional de 22,34 personas por km².

## Geografía
El municipio de Carlos se encuentra ubicado en las coordenadas 45°58′33″N 95°20′15″O / 45.97583, -95.33750. Según la Oficina del Censo de los Estados Unidos, el municipio tiene una superficie total de 91.67 km², de la cual 77.81 km² corresponden a tierra firme y (15.12%) 13.86 km² es agua.

## Demografía
Según el censo de 2010, había 2048 personas residiendo en el municipio de Carlos. La densidad de población era de 22,34 hab./km². De los 2048 habitantes, el municipio de Carlos estaba compuesto por el 98.19% blancos, el 0.29% eran afroamericanos, el 0.2% eran amerindios, el 0.54% eran asiáticos, el 0.05% eran isleños del Pacífico, el 0.34% eran de otras razas y el 0.39% pertenecían a dos o más razas. Del total de la población el 0.73% eran hispanos o latinos de cualquier raza.